# Root beer
La root beer (lett. "birra di radice") è una bevanda gassata e dolcificata, preparata originariamente con l'aroma della radice o della corteccia di sassofrasso. Bevanda popolare nel Nord America, storicamente nasce come birra leggera dalla gradazione alcolica molto bassa ma si afferma come soft drink analcolico nel periodo del proibizionismo.

## Bevanda
La root beer esiste sia in forma fermentata (alcolica) sia come soft drink (analcolica). Viene prodotta principalmente negli Stati Uniti, dove esistono centinaia di case produttrici, ma esistono anche alcuni produttori in altri paesi, come Regno Unito, Filippine e Thailandia, dove però gli aromi impiegati sono spesso diversi dalla produzione statunitense. Non esiste una ricetta standard: l'ingrediente primario è l'aroma artificiale di sassofrasso (il safrolo naturale è stato bandito in quanto debolmente cancerogeno), associato ad altri aromi come vaniglia, corteccia di ciliegio, gaultheria, liquirizia, acacia, noce moscata, melassa, anice, cannella, chiodi di garofano o miele, alcune contengono anche caffeina. Sia la versione alcolica che quella analcolica quando versate producono una schiuma densa, spesso rinforzata con l'aggiunta di estratto di yucca.

## Storia
La root beer, come altre bevande gassate, nasce all'inizio dell'Ottocento. La bevanda è stata portata dal dottor Charles Hires all'esposizione internazionale per il centenario dell'indipendenza, tenutasi a Filadelfia nel 1876, nella quale ha riscosso molto successo. Hires, dentista, era astemio e chiamava la sua bevanda root tea (tè di radice), tuttavia passò al nome root beer per vendere più facilmente il prodotto nell'ambiente dei minatori della Pennsylvania. Una spinta alla diffusione si ebbe nel periodo del proibizionismo, nel quale le versioni analcoliche della bevanda ebbero grande successo commerciale.
A partire dal 1919 la bevanda divenne molto popolare grazie anche alla nascita della catena di ristorazione A&W Restaurants di Roy Allen e Frank Wright: Allen aveva assaggiato la root beer a Tucson e in seguito aveva aperto un ristorante sulla highway a Lodi, in California, nel quale vendeva hamburger e root beer. Il locale di Allen ottenne successo, soprattutto tra i veterani, proponendosi come sostituto dei pub tradizionali, ostacolati dalle restrizioni sugli alcolici in tempo di guerra e dal proibizionismo, dei quali cercava di ricreare l'ambiente. Allen estese poi l'attività entrando in società con Wright e aprendo altri locali in altre città, divenendo una catena di drive-in che vendevano la bevanda.
Nel 1960 il safrolo, principio attivo dell'estratto di sassofrasso alla base della ricetta originale, venne individuato come sostanza debolmente cancerogena e quindi bandito dalla Food and Drug Administration statunitense. A seguito delle restrizioni imposte, i produttori hanno sostituito tale ingrediente con aromi artificiali, oppure hanno effettuato trattamenti che rimuovessero l'agente oncogeno.